# بي. جاي كولمان
بي. جاي كولمان (بالإنجليزية: B. J. Coleman)‏ هو لاعب كرة قدم أمريكية ولاعب كرة قدم كندية أمريكي، ولد في 16 سبتمبر 1988 في تشاتانوغا في الولايات المتحدة.

## وصلات خارجية
- بي. جاي كولمان على موقع مرجع كرة القدم المحترفة.كوم (الإنجليزية)